# Le Sanglier d'Érymanthe
Pour la créature de la mythologie grecque, voir Sanglier d'Érymanthe.
Le Sanglier d'Érymanthe (The Erymanthian Boar) est une nouvelle policière d'Agatha Christie mettant en scène le personnage d'Hercule Poirot.
C'est la 4e affaire des douze travaux d'Hercule Poirot, ayant trait au Sanglier d'Érymanthe.
Initialement publiée en février 1940 dans la revue The Strand Magazine au Royaume-Uni, cette nouvelle a été reprise en recueil en 1947 dans The Labours of Hercules au Royaume-Uni et aux États-Unis. Elle a été publiée pour la première fois en France dans la collection Série rouge en 1948, puis dans le recueil Les Travaux d'Hercule en 1966.

## Personnages
- Hercule Poirot : détective privé.
- Lementeuil : commissaire de police.
- Marrascaud : bandit.
- M. Schwartz : touriste américain.
- Karl Lutz : médecin autrichien.
- Mme Grandier : veuve esseulée.
- Gustave : maître d'hôtel (= Drouet, policier).
- Trois hommes louches.

## Résumé

### Mise en place de l'intrigue
Toujours en Suisse et alors qu'il vient de résoudre l'affaire de La Biche aux pieds d'airain, Hercule Poirot décide de faire un peu de tourisme. Alors qu'il se rend à un hôtel situé en altitude, il reçoit un message écrit du commissaire de police local qui lui apprend que le célèbre bandit Marrascaud, un vrai « sanglier furieux », se trouverait dans l'hôtel où Poirot se rend. Le bandit aurait donné rendez-vous à des membres de son équipe. Le commissaire avertit Poirot qu'un policier, Drouet, se trouve sous une fausse identité dans l’hôtel.

### Enquête
Poirot enquête pour tenter de découvrir l'identité du bandit.
Qui est donc le bandit ? Est-ce Schwartz, le touriste ? Ou Lutz, un médecin autrichien ? Ou encore l'hôtelier lui-même ? Que vient faire en cette saison en un tel endroit Mme Grandier, une veuve esseulée ? Trois hommes plutôt louches rencontrés dans l’hôtel seraient-ils les hommes de main de Marrascaud ?
Dans la nuit qui suit son arrivée, trois hommes pénètrent dans sa chambre pour tenter de le tuer. il est sauvé de justesse par M. Schwartz. Les trois hommes sont faits prisonniers. On découvre alors que Gustave, le maître d'hôtel (en fait le policier Drouet), a aussi été blessé à la tête. Il a été soigné en catastrophe par le docteur Lutz.
Poirot organise une fouille complète de l'hôtel. Dans une chambre à l'écart, on trouve le corps d'un homme, affreusement massacré et défiguré. Près du cadavre, un message indiquant qu'il s'agit de Marrascaud, retrouvé par un complice qui s'est vengé de la trahison de son patron (Marrascaud ne lui aurait pas versé une part du butin).
Tout semble clair : Marrascaud est mort, son assassin a pris la fuite par le funiculaire et ses trois complices sont faits prisonniers.

### Dénouement et révélations finales
Poirot découvre l'identité du bandit et le subterfuge employé pour se cacher : Marrascaud avait tué l'inspecteur de police Drouet et avait pris sa place sous l'identité de Gustave et de Drouet. Le cadavre trouvé dans la chambre à l'écart est celui de l'inspecteur Drouet. Marrascaud a pris la place de Drouet en faisant croire que ses blessures à la tête résultaient d'une agression. Cela était une manipulation : il était venu dans cet hôtel retiré, en période hors saison, pour subir une opération de chirurgie esthétique par le docteur Lutz.

## Publications
Avant la publication dans un recueil, la nouvelle avait fait l'objet de publications dans des revues :
- en février 1940, au Royaume-Uni, dans le no 590 de la revue The Strand Magazine[1] ;
- le 5 mai 1940, aux États-Unis, sous le titre « Murder Mountain », dans la revue This Week[1] ;
- en 1948, en France, dans le no 13 de la collection Série rouge[2] ;
- en décembre 1956, au Royaume-Uni, dans le no 4 (vol. 1) de la revue The Creasey Mystery Magazine.

La nouvelle a ensuite fait partie de nombreux recueils :
- en 1947, au Royaume-Uni et aux États-Unis, dans The Labours of Hercules[1] (avec 11 autres nouvelles) ;
- en 1966, en France, dans Les Travaux d'Hercule (adaptation des recueils anglo-saxons).

## Adaptation
L'intrigue de la nouvelle fait partiellement partie de Les Travaux d'Hercule (The Labors Of Hercule), téléfilm britannique de 2013 de la série télévisée Hercule Poirot (69e épisode, 13.04), avec David Suchet dans le rôle principal.